# Koch (familie)

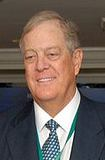
David H. Koch

De familie Koch is een familie van Amerikaanse industriëlen en investeerders. Ze zijn vooral bekend van de onderneming waaraan zij leidinggeven: Koch Industries. Dit was in 2013 volgens Forbes de op een na grootste Amerikaanse particuliere onderneming (na Cargill), met een jaarlijkse omzet van 115 miljard dollar. De broers Charles en David staan prominent op de lijst van de rijkste mensen ter wereld voor 2013. Ze financieren kandidaten van de Republikeinse Partij, libertaire groepen en verschillende liefdadige en culturele instellingen.

## Familieleden

### Fred C. Koch
Fred C. Koch (1900-1967) was de zoon van Mattie B. (geboren Mixson) en Hotze 'Harry' Koch (1867-1942), een Nederlandse immigrant uit Workum, die krantenuitgever werd in Quanah, Texas. Fred Koch studeerde af als chemisch ingenieur aan het MIT. Samen met Lewis E. Winkler ontwikkelde hij nieuwe raffinageprocedés, maar het zakendoen werd hem in de VS onmogelijk gemaakt door rechtszaken in de petroleumsector. Hij greep zijn kans in het buitenland en maakte fortuin met het bouwen van raffinaderijen in de Sovjet-Unie onder Stalin (1929-1931). Ook elders in Europa en het Midden-Oosten bouwde hij petroleuminstallaties. Hij raakte echter diep teleurgesteld in het maatschappelijk bestel van de Sovjet-Unie en werd een uitgesproken anticommunist. In 1940 keerde hij naar de VS terug en stichtte er het bedrijf dat we nu kennen als Koch Industries. In 1932 huwde hij Mary Clementine Robinson. Ze kregen vier zoons: Frederick (1933), Charles (1935) en de tweeling David en William (1940).

### Charles Koch
Charles G. Koch, tweede zoon van Fred en Mary, geboren in 1935. Hij studeerde in 1960 af als chemisch ingenieur aan het MIT en kwam in 1961 in dienst bij zijn vaders bedrijf, later omgedoopt tot Koch Industries. Thans is hij bestuursvoorzitter en CEO van Koch Industries. Charles is politiek gezien libertair en dus voorstander van een minimale overheid.

### David Koch
David H. Koch, jongste zoon (tweeling met William), geboren in 1940. Hij studeerde in 1963 af als chemisch ingenieur aan het MIT, en kwam in 1970 in dienst bij Koch Industries. In 1979 werd hij bestuursvoorzitter van het dochterbedrijf Koch Engineering. Later werd hij Executive Vice President en voor 42% mede-eigenaar van het moederbedrijf Koch Industries. David Koch overleed op 22 augustus 2019 op 79-jarige leeftijd.

### Overige familieleden
- Mary Robinson Koch (1907-1990), echtgenote van Fred C. en moeder van Frederick, Charles, David en William; naamgenote van de bedrijfstanker Mary R. Koch[8]
- Frederick R. (1933-2020), oudste zoon van Fred en Mary, filantroop en verzamelaar[9]
- William Koch, jongste zoon (tweeling met David), geboren in 1940, zakenman, zeiler en verzamelaar[10]

## Conservatief en libertair
De familie Koch financiert een cluster van non-profit-organisaties, onder meer de Fred and Mary Koch Foundation (1953), Charles Koch Foundation, de David H. Koch Charitable Foundation en de Koch Cultural Trust. De gemeenschappelijke doelstelling van de organisaties is, in de eigen woorden, 'het bevorderen van de vrijheid' door het ondersteunen van werken die 'sociale vooruitgang en duurzame welvaart' bevorderen, via 'ondernemerschap, opvoeding, dienstbaarheid, ondersteunen van kwetsbare jeugd, kunst en cultuur, en medisch onderzoek'. De Koch Foundation sponsorde in 2019 ook het Quincy Institute for Responsible Statecraft, een meer pragmatische denktank.
De Kochs, met name de broers Charles en David, sponsoren o.a. het Cato Institute en een instituut van de George Mason-universiteit. Ook steken ze vele miljoenen in de campagnes van conservatieve en libertaire politici en kandidaat-rechters en als actiegroepen vermomde lobbyorganisaties. Tevens zijn ze financiers van de naar Europese maatstaven ultraconservatieve Tea Party-beweging.

## Tegenstand
Bernie Sanders , die als democratisch gegadigde in 2016 de Amerikaanse voorverkiezingen verloor van de democratische favoriet Hillary Clinton, wijdt in zijn boek Onze Revolutie, een toekomst om in te geloven vijf bladzijden aan de gebroeders Koch. Hun extreme en gekke standpunten kregen, zo schrijft hij, in 1980 bijna geen steun. Nu zijn zij de dominante ideologie binnen de Republikeinse Partij. Hij geeft voorbeelden: het beëindigen van alle reglementen voor het financieren van verkiezingscampagnes, het ontkennen van klimaatverandering (geven steun aan het afschaffen van het Agentschap voor Milieubescherming (EPA) en het ministerie van Energie), steun voor het uiteindelijk intrekken van alle belastingen, intrekken van alle sancties tegen belastingontduiking, afschaffen van Medicare- en Medicaid-programma's (geen verplichte ziekenkostenverzekering), afschaffen van het sociale zekerheidsstelsel, intrekken van wetten op het minimumloon, afschaffen van openbare (hoge)scholen, het onmiddellijk intrekken van de leerplicht, privatisering van het rijkswegennet, stoppen van alle overheidsprogramma's voor welzijn, noodhulp en hulp aan de armen.

## Trump
Bij de hierop volgende Amerikaanse presidentsverkiezingen in 2016 gaf Bill Koch steun aan Donald Trump terwijl David en Charles Koch zich afzijdig hielden in protest tegen Trump. In juli 2018 werd bekend dat Charles Koch zeer tegen het economisch beleid van de regering-Trump was, met name tegen de verhoogde invoertarieven.